# Wild Things (canción)
«Wild Things» (en españolː Cosas Salvajes) es una canción  interpretada por la cantante canadiense Alessia Cara,  parte de su álbum debut, Know-It-All (2015). Fue lanzado al mercado musical el 27 de octubre de 2015 como un sencillo promocional antes de ser lanzado como un Hit de la Radio Contemporánea el 2 de febrero de 2016. Siguiendo la cronología de su álbum, se ubica en el número 2. La canción fue escrita por Alessia Caracciolo, Coleridge Tillman, Thabiso "Tab" Nkhereanye. James Ho, quien además de ayudar a escribir la canción, la produjo.

## Recepción de la crítica
Mike Wass de Idolator la lamó "Otra celebración ardiente para los extraños." Brittany Spanos, de la revista Rolling Stone, la calificó como "himno" y una "celebración de la juventud", diciendo "[Wild Things] sigue la historia del niño que se presenta en 'Here'. A diferencia de su primer sencillo, en esta canción, se ubica más dentro del género pop, además de agregarle una percusión más rápida. " Jessie Morris de Complex declaró que la canción es" otra pista infecciosa y perspicaz para personas adultas."

## Video musical
El video musical para "Wild Things" fue dirigido por Aaron A y estrenado el 7 de marzo de 2016.  Empieza con un monólogo en el que Cara, describe lo que significa "salvaje"  para ella en la canción, el video cuenta con Cara y sus amigos, los cuales exploran los suburbios de Toronto y participan en actividades sin preocupaciones como dibujar tatuajes falsos en ellos mismos y encendiendo fuegos artificiales en una playa."Para mí," dice Cara durante la secuencia de introducción al video, "Donde viven los monstruos es un lugar que existe en nuestra mente. es un lugar de libertad y de la desvergüenza. se puede tomar una fracción de segundo o toda una vida para encontrarlo, pero una vez que lo hace, usted será libre. "

## Lista de Sencillos
| Descarga digital |               |          |  |
| N.º              | Título        | Duración |  |
| 1.               | «Wild Things» | 3:08     |  |

| Digital download – NuKid Remix |                             |          |  |
| N.º                            | Título                      | Duración |  |
| 1.                             | «Wild Things» (NuKid Remix) | 5:15     |  |

| Descarga digital – Remixes EP |                                                      |          |  |
| N.º                           | Título                                               | Duración |  |
| 1.                            | «Wild Things» (featuring G-Eazy) (Remix)             | 3:44     |  |
| 2.                            | «Wild Things» (featuring G-Eazy) (Young Bombs Remix) | 4:02     |  |
| 3.                            | «Wild Things» (MK Remix)                             | 5:15     |  |
| 4.                            | «Wild Things» (NuKid Remix)                          | 5:15     |  |

## Posicionamiento
| Lista (2015-16)                                   | Mejor Posición |
| ------------------------------------------------- | -------------- |
| Australia (ARIA)                                  | 25             |
| Canadá (Canadian Hot 100)                         | 14             |
| Canadá AC (Billboard)                             | 5              |
| Canadá CHR/Top 40 (Billboard)                     | 5              |
| Canadá Hot AC(Billboard)                          | 13             |
| República Checa (Singles Digitál Top 100)         | 28             |
| Alemania (GfK Entertainment Charts)               | 76             |
| Irlanda (IRMA)                                    | 66             |
| Italia (FIMI)                                     | 90             |
| Países Bajos(Single Top 100)                      | 58             |
| Nueva Zelanda (Recorded Music NZ)                 | 12             |
| Portugal (AFP)                                    | 46             |
| Eslovaquia (Singles Digitál Top 100)              | 27             |
| Suecia(Sverigetopplistan)                         | 61             |
| Suiza(Schweizer Hitparade)                        | 51             |
| Reino Unido (UK Singles Chart)                    | 63             |
| Estados Unidos Billboard Hot 100                  | 50             |
| Estados Unidos Dance/Mix Show Airplay (Billboard) | 31             |
| Estados Unidos Mainstream Top 40 (Billboard)      | 21             |
| Estados Unidos Rhythmic (Billboard)               | 34             |

## Certificaciones
| País           | Organismo certificador | Certificación | Ventas certificadas | Ref.   |
| -------------- | ---------------------- | ------------- | ------------------- | ------ |
| Australia      | ARIA                   | Oro           | 35 000              | [ 31 ] |
| Canadá         | Music Canada           | 3× Platino    | 240 000             | [ 32 ] |
| Estados Unidos | RIAA                   | Platino       | 1 000 000           | [ 33 ] |
| Italia         | FIMI                   | Oro           | 25 000              | [ 34 ] |
| Nueva Zelanda  | RMNZ                   | Platino       | 30 000              | [ 35 ] |
| Suecia         | IFPI — Suecia          | Oro           | 20 000              | [ 36 ] |

## Fecha de lanzamiento
| País           | Fecha                 | Formato                       | Discográfica | Ref.   |
| -------------- | --------------------- | ----------------------------- | ------------ | ------ |
| Todo el mundo  | 37 de octubre de 2015 | Descarga digital              | Def Jam UMG  | [ 37 ] |
| Estados Unidos | 2 de febrero de 2016  | Contemporary hit radio        | Def Jam      | [ 1 ]  |
| Todo el mundo  | 15 de abril de 2016   | Descarga digital(NuKid Remix) | Def Jam UMG  | [ 9 ]  |
| Todo el mundo  | 13 de mayo de 2016    | Descarga digital (Remixes EP) | Def Jam UMG  | [ 10 ] |
| Estados Unidos | 5 de julio de 2016    | Hot / Modern / AC radio       | Def Jam      | [ 38 ] |